# Alm Svarten
Alm Svarten, född 1981 i Jaren i Norge, död 1 januari 2008 i samma stad, var en norsk kallblodig travhäst som tävlade mellan 1984 och 1995. Han tränades av sin ägare Knut Alm och kördes oftast av Ulf Thoresen. Alm Svarten sprang under tävlingskarriären in 9,5 miljoner norska kronor, och räknas som en av Norges bästa travhästar någonsin.
Loppet Alm Svartens Æresløp körs på Bjerke Travbane till hans ära.

## Karriär
Alm Svarten tävlade mellan 1984 och 1995 och sprang in 9,5 miljoner norska kronor efter att ha tagit 183 segrar på 388 starter. Han var länge det segerrikaste kallblodet någonsin, till den svenska hästen Järvsöfaks slog hans rekord den 5 december 2008.
Han tog karriärens största segrar i Norskt Kallblodsderby (1985), Elitkampen (1986, 1987, 1988) och Moe Odins Æresløp (1987, 1988, 1989, 1990). Hans rekordtid på 1.21,5 sattes vid segern i Elitkampen 1987. Redan 1986 slog han världsrekord som femåring på tiden 1.23,0.
Alm Svarten har haft stor betydelse för norsk avel, och är far till bland annat Sagi Knut som även segrade i Elitkampen. Den 1 januari 2008 tvingades Alm Svarten att avlivas efter att ha fått en skada i hagen, 27 år gammal.
Han valdes 2011 in postumt i Travsportens Hall of Fame.

## Statistik
Källa: 
| År     | Ålder  | Starter | Etta | Tvåa | Trea | Övr. | Tid.  | Inkört        |
| ------ | ------ | ------- | ---- | ---- | ---- | ---- | ----- | ------------- |
| 1984   | 3 år   | 19      | 12   | 1    | 2    | 4    | 32.1a | 268 100 NOK   |
| 1985   | 4 år   | 28      | 18   | 4    | 2    | 2    | 26.9a | 612 090 NOK   |
| 1986   | 5 år   | 35      | 24   | 2    | 3    | 5    | 21.6a | 1 127 500 NOK |
| 1987   | 6 år   | 35      | 27   | 3    | 1    | 4    | 21.5a | 1 621 968 NOK |
| 1988   | 7 år   | 44      | 34   | 1    | 3    | 4    | 23.0a | 1 943 887 NOK |
| 1989   | 8 år   | 35      | 29   | 3    | 0    | 2    | 23.6a | 1 261 075 NOK |
| 1990   | 9 år   | 31      | 12   | 6    | 2    | 7    | 21.7a | 778 844 NOK   |
| 1991   | 10 år  | 44      | 11   | 10   | 6    | 6    | 22.1a | 591 340 NOK   |
| 1992   | 11 år  | 33      | 5    | 10   | 5    | 3    | 22.8a | 504 025 NOK   |
| 1993   | 12 år  | 34      | 5    | 5    | 4    | 7    | 23.0a | 436 425 NOK   |
| 1994   | 13 år  | 29      | 5    | 1    | 1    | 4    | 21.8a | 304 460 NOK   |
| 1995   | 14 år  | 21      | 1    | 1    | 1    | 7    | 25.2a | 56 198 NOK    |
| Totalt | Totalt | 388     | 183  | 47   | 30   | 55   | 21.5a | 9 505 912 NOK |